# Bellnox Films
Bellnox Films Co., Ltd.  (株式会社ベルノックスフィルムズ Kabushiki-gaisha Berunokkusu Firumu?), es un estudio de animación japonés fundado en 2024. Es una subsidiaria de propiedad total de Kadokawa Corporation.

## Historia
El 15 de mayo de 2024, Bellnox Films fue establecida como una subsidiaria de propiedad total de Kadokawa Corporation con el propósito de impulsar un nuevo modelo en la producción de animación que no se limite a los roles y áreas tradicionales del sector, con el objetivo de fomentar un mayor desarrollo en la industria. Kōji Kajita, quien se había desempeñado como director representativo de Gonzo antes de establecer el estudio David Production y actuar como director representativo del mismo, fue nombrado director representativo. La empresa inició oficialmente sus operaciones el 1 de julio del mismo año.
En enero de 2026, se estrenará la serie Darwin Jihen, su primera producción como estudio principal. Curiosamente, la obra estará bajo el sello de TOHO animation, en lugar de su empresa matriz, Kadokawa.

## Obras

### Series de televisión
| Año  | Título       | Director                          | Fecha de primera transmisión | Fecha de última transmisión | Eps. | Notas                                                      | Refs. |
| ---- | ------------ | --------------------------------- | ---------------------------- | --------------------------- | ---- | ---------------------------------------------------------- | ----- |
| 2026 | Darwin Jihen | Katsuichi Nakayama Naokatsu Tsuda | Enero de 2026                | —                           | —    | Adaptación del manga escrito e ilustrado por Shun Umezawa. | [ 7 ] |